# Саусе (Уругвай)
Саусе (исп. Sauce) — город на юге Уругвая, на территории департамента Канелонес.

## География
Город находится в юго-западной части департамента, к востоку от гряды Кучилья-Гранде, на высоте 53 метров над уровнем моря.
Саусе расположен на расстоянии приблизительно 23 километров к юго-востоку от города Канелонес, административного центра департамента и на расстоянии 20 километров к северо-северо-востоку (NNE) от Монтевидео, столицы страны. Ближайший гражданский аэропорт расположен в городе Монтевидео.

## История
Саусе был основан 12 октября 1851 года. Получил статус малого города (Villa) 15 мая 1925 года. Получил статус города (Ciudad) 18 июня 1973 года.

В 1997 году в окрестностях города были обнаружены останки представителей рода Lestodon (гигантские ленивцы), населявших эти места в период с раннего плиоцена до позднего плейстоцена. Также было выдвинуто предположение о возможности присутствия здесь представителей рода Homo уже в период 30 000 лет назад.

## Население
По данным переписи 2011 года, население составляло 6 132 человека.
| Год  | Население |
| ---- | --------- |
| 1908 | 6 935     |
| 1963 | 3 227     |
| 1975 | 3 911     |
| 1985 | 4 294     |
| 1996 | 4 932     |
| 2004 | 5 797     |
| 2011 | 6 132     |

Источник: Instituto Nacional de Estadística de Uruguay